# تپه سفیدآب
تپه سفیدآب مربوط به سده‌های اولیه دوران‌های تاریخی پس از اسلام است و در شهرستان تفرش، بخش مرکزی، دهستان کوهپناه، روستای سفیدآب واقع شده و این اثر در تاریخ ۱۸ اسفند ۱۳۸۷ با شمارهٔ ثبت ۲۵۰۲۵ به‌عنوان یکی از آثار ملی ایران به ثبت رسیده است.